# Andrei Ionescu
Pour les articles homonymes, voir Ionescu.
Andrei Ionescu (né le 29 mars 1988 à Craiova, Dolj, Roumanie) est un footballeur roumain sous contrat avec le Aizawl FC depuis 2017.

## Carrière
- 2005-2008 : Universitatea Craiova ( Roumanie)
- 2008-2011 : Steaua Bucarest ( Roumanie)
- 2010-2010 : Politehnica Iaşi (prêt) ( Roumanie)
- 2011-2012 : Royal Antwerp ( Belgique)
- 2012-2014 : Ferencváros ( Hongrie)
- 2014-2015 : Naft Al-Janoob ( Irak)
- 2015-2016 : FC Eindhoven ( Pays-Bas)
- 2016-2017 : ASIL Lysi ( Chypre)
- 2017 : FC Voluntari ( Roumanie)
- 2017- : Aizawl ( Inde)

## Palmarès
- Vainqueur de la Coupe de Roumanie en 2011 avec le Steaua Bucarest
- Vainqueur de la Coupe de la Ligue hongroise en 2013 avec Ferencváros
- Vainqueur de la Coupe de Roumanie en 2017 avec FC Voluntari
- Vainqueur de la Supercoupe de Roumanie en 2017 avec FC Voluntari